# Glaphyra
 (février 2021).
Si vous disposez d'ouvrages ou d'articles de référence ou si vous connaissez des sites web de qualité traitant du thème abordé ici, merci de compléter l'article en donnant les références utiles à sa vérifiabilité et en les liant à la section « Notes et références ».
Glaphyra (v. 35 av. J.-C., v. 7 ap. J.-C.), fille du roi de Cappadoce Archélaos de Cappadoce,  était une princesse arménienne, liée à la dynastie hérodienne, puis reine de Maurétanie épouse de Juba II, et enfin épouse d'Hérode Archélaos. 

## Biographie

### Origines
Glaphyra est née en Cappadoce en 35 av. J.-C. où elle a grandi. Elle est d'ascendance grecque, arménienne et perse.
L'un de ses ancêtres était Archélaos, le bras droit du roi Mithridate VI de Pontus, qui a probablement épousé sa fille. Son fils était Archélaos de Comana. En 63 av. J.-C., il fut nommé grand prêtre de Comana (Cappadoce) par Pompée en 56-55. il était roi d'Égypte en tant que mari de Bérénice IV. La troisième génération était celle d'Archélaos II, allié des Romains et grand prêtre de Comana jusqu'en 47 av. J.-C., quand Jules César a aboli ce royaume à la suite d'une réorganisation des territoires vassaux de Rome. Archélaos II a épousé une certaine Glaphyra célèbre pour sa beauté, la grand-mère paternelle du sujet de cet article. Le couple a eu un fils, né sous le nom de Sisinna mais mieux connu sous le nom d'Archelaos de Cappadoce. Marc Antoine le nomme roi de Cappadoce pour remplacer Ariarathe X de Cappadoce, allié des Parthes. Cet Archélaos de Cappadoce a eu pour enfants Glaphyra et Archelaos de Cilicie  de sa première épouse, une princesse arménienne de nom inconnu. Cette première épouse d'Archélaos, décédé en 8 av. J.-C., pourrait être une fille du roi Artavaside II d'Arménie, fils de Tigrane II le Grand et Cléopâtre d'Arménie, fille de Mithridate VI. Dans ce cas, les parents de Glaphira pourraient avoir été liés. Glaphira avait également une demi-sœur, Antonia Trifena.
En 25 av. J.-C., Auguste accorda à Archélaos d'autres territoires, dont le port d'Elaiussa, actuelle Ayas , qu'Archélaos renomma Elaiussa Sébasté en l'honneur d'Auguste. La famille royale s'est installée dans la nouvelle capitale, où Archélaos avait une résidence royale et un palais construits sur l'île dans la baie. Glaphyra avait le titre de "fille du roi", indiquant sa noble ascendance. C'était une femme de caractère, séduisante et dynamique, charmante et désirée.

### Mariage avec Alexandre
Auguste a favorisé les mariages entre les dynasties royales vassales clientes de l'Empire romain. Hérode le Grand a préféré les mariages au sein de sa famille , mais pour son fils Alexandre, eu par la princesse hasmonéenne Mariamne, il voulait un mariage avec une princesse étrangère , et a donc négocié une alliance de mariage avec Archélaos.
Par conséquent, en 18 ou 17 av. J.-C., Glaphira épousa Alexandre à la cour d'Hérode à Jérusalem à cette occasion, elle est devenue juive et convertie au judaïsme, bien qu'aucune mention ne soit faite de la conversion dans les récits de ce mariage. Archelaus a fourni à sa fille une dot, qu'Hérode lui a ensuite rendue. L'union d'Alexandre et de Glafira est décrite comme heureuse les deux ont eu trois enfants, deux garçons - Alexandre et Tigrane V - et une fille au nom inconnu. Les noms choisis par Alexandre et Glaphira pour leurs enfants reflétaient leur lignée royale et leur origine culturelle.
À la cour de Jérusalem, Glaphira s'est fait de nombreux ennemis à cause de sa remarque sur sa noblesse : il a souligné sa descente dans la lignée paternelle des dirigeants macédoniens et dans la lignée maternelle des rois de l'Empire achéménide et de cette façon, il a gardé le silence sur les petites naissances nobles Salomé (la sœur d'Hérode) et les épouses d'Hérode, devenues ennemis de celle-ci. Il a montré de l'indignation à Bérénice, fille de Salomé et épouse d'Aristobule IV (le frère d'Alexandre) à tel point qu'Aristobule IV lui-même a décrit sa femme comme une femme du peuple ; Salomé a à son tour répandu la rumeur selon laquelle Hérode était amoureux de Glaphira, qui a rendu furieux Alexandre et ruiné les relations avec son père.
Hérode est devenu de plus en plus méfiant à l'égard des deux enfants hasmonéens, Alexandre et Aristobulus, à tel point qu'avec la permission d'Auguste, ils les ont mis à mort en 7 av. J.-C.. À cette occasion, Hérode a remis en question la loyauté de Glafira envers lui et a décidé de la renvoyer en Cappadoce, tout en maintenant la garde des enfants. Cet événement n'a cependant pas rompu les relations amicales entre les deux royaumes.

### Mariage avecJubaII
Portrait du roi Juba II de Mauritanie, le deuxième mari de Glaphira
Hérode est décédé en 4 av. J.-C. à Jéricho, les fils de Glaphira ont alors rejoint leur mère en Cappadoce, ont renoncé au judaïsme et ont embrassé la culture grecque de leurs ancêtres, y compris la religion, mais ont néanmoins maintenu des liens avec la cour hérodienne.
Vers l'an 5 av. J.-C., le roi Juba II de Maurétanie, client des Romains, a fait le tour de la Méditerranée orientale avec Caius Julius Caesar Vipsanianus, neveu d'Auguste ; pendant le voyage, il a rencontré Glaphira et est tombé amoureux d'elle, l'épousant vers l'An 6. L'épouse précédente de Juba II, Cléopâtre Séléné II, était probablement déjà morte bien qu'il y ait des pièces de Cléopâtre datées de l'An 17, il est peu probable qu'un souverain comme Juba II soit polygame, même si son père l'avait été.
Glaphira est donc devenue reine de Mauritanie par son mariage avec Juba II probablement de courte durée, ou d'alliance royale,  à tel point qu'il n'y a pas d'inscriptions africaines en son honneur.
En revanche une inscription qui lui est dédiée a cependant été trouvée à Athènes :
(EL)
«Val βουλή καί [ό δ] ήμος [Β] ασίλισαν [Γλυφύραν] βασιλέω [ς] Άρχέλάου θυρ [ατέρα], βασιλέως δβο [ά]."
(IT)
«Boulé et Demos honorent la reine Glaphira, fille du roi Archélaos et épouse du roi Juba pour sa vertu."

### Mariage avec Hérode Archelaus
Alors qu'elle est divorcée de Juba, Glaphira rencontre Hérode Archelaus, demi-frère de son premier mari et maintenant ethnarque de Samarie, de Judée et d'Idumée par la volonté des Romains. Ils sont tombés amoureux et ont décidé de se marier à cet effet, Glaphira a dû divorcer de Juba et Hérode de sa première épouse, la cousine Mariamne. Le mariage d'une veuve avec son ancien beau-frère violait les lois juives du lévirat. Il a été considéré comme immoral par les Juifs et a provoqué un scandale religieux majeur en Judée. Peu de temps après le mariage, Glaphira aurait rêvé que son premier mari lui reprochait de lui être infidèle en épousant son beau-frère. Glaphira aurait alors confié son rêve aux personnes proches d'elle. 
Plus tard, Hérode Archelaus fût banni de Judée pour sa cruauté et contraint de s'exiler à Vienne en Gaule. On ne sait si elle était toujours en vie et si elle y aura vécu.
Postérité
De son union avec Alexandre Hérode elle a :
- Tigrane V Hérode, roi d'Arménie ;
- Prince Alexandre, père de Tigrane VI de Cappadoce, également roi d'Arménie.